# French Open 2013
Die 112. French Open fanden vom 26. Mai bis zum 9. Juni 2013 in Paris, Frankreich, im Stade Roland Garros statt.
Titelverteidiger im Einzel waren Rafael Nadal bei den Herren sowie Marija Scharapowa bei den Damen. Im Herrendoppel waren Maks Mirny und Daniel Nestor, im Damendoppel Sara Errani und Roberta Vinci die Titelverteidiger. Sania Mirza und Mahesh Bhupathi waren die Titelverteidiger im Mixed.
Rafael Nadal konnte seinen Titel aus dem Vorjahr erfolgreich gegen seinen Landsmann David Ferrer verteidigen, womit der seine insgesamt achten Titel in Roland Garros holte. Bei den Damen sicherte sich zum zweiten Mal nach 2002 Serena Williams gegen die letztjährige Siegerin Marija Scharapowa den Titel. Im Herrendoppel siegten die Bryan-Zwillinge Bob und Mike gegen Michaël Llodra und Nicolas Mahut und im Damendoppel besiegten Jekaterina Makarowa und Jelena Wesnina die letztjährige Siegerpaarung Sara Errani und Roberta Vinci. Im Mixed setzte sich die Paarung Lucie Hradecká und František Čermák durch.
Bei den Juniorinnen gewann die Schweizerin Belinda Bencic gegen die Deutsche Antonia Lottner den Titel und im Finale der Junioren siegte Cristian Garín aus Chile gegen Alexander Zverev aus Deutschland.
Im deutschsprachigen Raum wurde das Turnier hauptsächlich von Eurosport übertragen.

## Herreneinzel
Setzliste
| Nr. | Spieler               | Erreichte Runde |
| --- | --------------------- | --------------- |
| 01. | Novak Đoković         | Halbfinale      |
| 02. | Roger Federer         | Viertelfinale   |
| 03. | Rafael Nadal          | Sieg            |
| 04. | David Ferrer          | Finale          |
| 05. | Tomáš Berdych         | 1. Runde        |
| 06. | Jo-Wilfried Tsonga    | Halbfinale      |
| 07. | Richard Gasquet       | Achtelfinale    |
| 08. | Janko Tipsarević      | 3. Runde        |
| 09. | Stanislas Wawrinka    | Viertelfinale   |
| 10. | Marin Čilić           | 3. Runde        |
| 11. | Nicolás Almagro       | Achtelfinale    |
| 12. | Tommy Haas            | Viertelfinale   |
| 13. | Kei Nishikori         | Achtelfinale    |
| 14. | Milos Raonic          | 3. Runde        |
| 15. | Gilles Simon          | Achtelfinale    |
| 16. | Philipp Kohlschreiber | Achtelfinale    |

| Nr. | Spieler              | Erreichte Runde |
| --- | -------------------- | --------------- |
| 17. | Juan Mónaco          | 1. Runde        |
| 18. | Sam Querrey          | 3. Runde        |
| 19. | John Isner           | 3. Runde        |
| 20. | Andreas Seppi        | 3. Runde        |
| 21. | Jerzy Janowicz       | 3. Runde        |
| 22. | Oleksandr Dolhopolow | 1. Runde        |
| 23. | Kevin Anderson       | Achtelfinale    |
| 24. | Benoît Paire         | 3. Runde        |
| 25. | Jérémy Chardy        | 3. Runde        |
| 26. | Grigor Dimitrow      | 3. Runde        |
| 27. | Fabio Fognini        | 3. Runde        |
| 28. | Florian Mayer        | 1. Runde        |
| 29. | Michail Juschny      | Achtelfinale    |
| 30. | Julien Benneteau     | 3. Runde        |
| 31. | Marcel Granollers    | 1. Runde        |
| 32. | Tommy Robredo        | Viertelfinale   |

## Dameneinzel
Setzliste
| Nr. | Spielerin           | Erreichte Runde |
| --- | ------------------- | --------------- |
| 01. | Serena Williams     | Sieg            |
| 02. | Marija Scharapowa   | Finale          |
| 03. | Wiktoryja Asaranka  | Halbfinale      |
| 04. | Agnieszka Radwańska | Viertelfinale   |
| 05. | Sara Errani         | Halbfinale      |
| 06. | Li Na               | 2. Runde        |
| 07. | Petra Kvitová       | 3. Runde        |
| 08. | Angelique Kerber    | Achtelfinale    |
| 09. | Samantha Stosur     | 3. Runde        |
| 10. | Caroline Wozniacki  | 2. Runde        |
| 11. | Nadja Petrowa       | 1. Runde        |
| 12. | Marija Kirilenko    | Viertelfinale   |
| 13. | Marion Bartoli      | 3. Runde        |
| 14. | Ana Ivanović        | Achtelfinale    |
| 15. | Roberta Vinci       | Achtelfinale    |
| 16. | Dominika Cibulková  | 2. Runde        |

| Nr. | Spielerin                    | Erreichte Runde |
| --- | ---------------------------- | --------------- |
| 17. | Sloane Stephens              | Achtelfinale    |
| 18. | Jelena Janković              | Viertelfinale   |
| 19. | Anastassija Pawljutschenkowa | 2. Runde        |
| 20. | Carla Suárez Navarro         | Achtelfinale    |
| 21. | Kirsten Flipkens             | 2. Runde        |
| 22. | Jekaterina Makarowa          | 1. Runde        |
| 23. | Klára Zakopalová             | 1. Runde        |
| 24. | Julia Görges                 | 1. Runde        |
| 25. | Lucie Šafářová               | 1. Runde        |
| 26. | Sorana Cîrstea               | 3. Runde        |
| 27. | Jaroslawa Schwedowa          | 2. Runde        |
| 28. | Tamira Paszek                | 1. Runde        |
| 29. | Varvara Lepchenko            | 3. Runde        |
| 30. | Venus Williams               | 1. Runde        |
| 31. | Alizé Cornet                 | 3. Runde        |
| 32. | Sabine Lisicki               | 3. Runde        |

## Herrendoppel
Setzliste
| Nr. | Paarung                                | Erreichte Runde |
| --- | -------------------------------------- | --------------- |
| 01. | Bob Bryan Mike Bryan                   | Sieg            |
| 02. | Marcel Granollers Marc López           | Viertelfinale   |
| 03. | Robert Lindstedt Daniel Nestor         | 2. Runde        |
| 04. | Mahesh Bhupathi Rohan Bopanna          | 1. Runde        |
| 05. | Maks Mirny Horia Tecău                 | 2. Runde        |
| 06. | Aisam-ul-Haq Qureshi Jean-Julien Rojer | Achtelfinale    |
| 07. | Alexander Peya Bruno Soares            | Halbfinale      |
| 08. | David Marrero Fernando Verdasco        | Viertelfinale   |

| Nr. | Paarung                              | Erreichte Runde |
| --- | ------------------------------------ | --------------- |
| 09. | Jürgen Melzer Leander Paes           | 2. Runde        |
| 10. | Colin Fleming Jonathan Marray        | 1. Runde        |
| 11. | Santiago González Scott Lipsky       | 1. Runde        |
| 12. | Ivan Dodig Marcelo Melo              | Achtelfinale    |
| 13. | Julien Benneteau Nenad Zimonjić      | 2. Runde        |
| 14. | Daniele Bracciali Fabio Fognini      | 1. Runde        |
| 15. | Julian Knowle Filip Polášek          | 1. Runde        |
| 16. | Mariusz Fyrstenberg Marcin Matkowski | Viertelfinale   |

## Damendoppel
Setzliste
| Nr. | Paarung                                  | Erreichte Runde |
| --- | ---------------------------------------- | --------------- |
| 01. | Sara Errani Roberta Vinci                | Finale          |
| 02. | Andrea Hlaváčková Lucie Hradecká         | Halbfinale      |
| 03. | Nadja Petrowa Katarina Srebotnik         | Halbfinale      |
| 04. | Jekaterina Makarowa Jelena Wesnina       | Sieg            |
| 05. | Liezel Huber María José Martínez Sánchez | 1. Runde        |
| 06. | Raquel Kops-Jones Abigail Spears         | 1. Runde        |
| 07. | Bethanie Mattek-Sands Sania Mirza        | Achtelfinale    |
| 08. | Hsieh Su-wei Peng Shuai                  | 2. Runde        |

| Nr. | Paarung                                     | Erreichte Runde |
| --- | ------------------------------------------- | --------------- |
| 09. | Anna-Lena Grönefeld Květa Peschke           | 2. Runde        |
| 10. | Kristina Mladenovic Galina Woskobojewa      | Viertelfinale   |
| 11. | Anastassija Pawljutschenkowa Lucie Šafářová | Viertelfinale   |
| 12. | Serena Williams Venus Williams              | Rückzug         |
| 13. | Zhang Shuai Zheng Jie                       | Achtelfinale    |
| 14. | Ashleigh Barty Casey Dellacqua              | 1. Runde        |
| 15. | Chan Hao-ching Darija Jurak                 | 2. Runde        |
| 16. | Daniela Hantuchová Anabel Medina Garrigues  | 1. Runde        |

## Mixed
Setzliste
| Nr. | Paarung                           | Erreichte Runde |
| --- | --------------------------------- | --------------- |
| 01. | Sania Mirza Robert Lindstedt      | 1. Runde        |
| 02. | Jelena Wesnina Maks Mirny         | 1. Runde        |
| 03. | Katarina Srebotnik Nenad Zimonjić | Viertelfinale   |
| 04. | Lisa Raymond Bruno Soares         | Viertelfinale   |

| Nr. | Paarung                           | Erreichte Runde |
| --- | --------------------------------- | --------------- |
| 05. | Kristina Mladenovic Daniel Nestor | Finale          |
| 06. | Anna-Lena Grönefeld Horia Tecău   | Achtelfinale    |
| 07. | Casey Dellacqua Mahesh Bhupathi   | 1. Runde        |
| 08. | Liezel Huber Marcelo Melo         | Halbfinale      |

## Junioreneinzel
Setzliste
| Nr. | Spieler          | Erreichte Runde |
| --- | ---------------- | --------------- |
| 01. | Nick Kyrgios     | 2. Runde        |
| 02. | Nikola Milojević | Halbfinale      |
| 03. | Laslo Đere       | Achtelfinale    |
| 04. | Alexander Zverev | Finale          |
| 05. | Kyle Edmund      | Viertelfinale   |
| 06. | Gianluigi Quinzi | Viertelfinale   |
| 07. | Filippo Baldi    | 2. Runde        |
| 08. | Borna Ćorić      | Halbfinale      |

| Nr. | Spieler                  | Erreichte Runde |
| --- | ------------------------ | --------------- |
| 09. | Maxime Hamou             | 1. Runde        |
| 10. | Clément Geens            | 1. Runde        |
| 11. | Johan Tatlot             | Achtelfinale    |
| 12. | Wayne Montgomery         | 1. Runde        |
| 13. | Guillermo Nuñez          | Viertelfinale   |
| 14. | Frederico Ferreira Silva | 2. Runde        |
| 15. | Cameron Norrie           | 1. Runde        |
| 16. | Nicolás Jarry            | 1. Runde        |

## Juniorinneneinzel
Setzliste
| Nr. | Spielerin          | Erreichte Runde |
| --- | ------------------ | --------------- |
| 01. | Ana Konjuh         | Halbfinale      |
| 02. | Belinda Bencic     | Sieg            |
| 03. | Kateřina Siniaková | 1. Runde        |
| 04. | Warwara Flink      | 1. Runde        |
| 05. | Antonia Lottner    | Finale          |
| 06. | Darja Kassatkina   | Viertelfinale   |
| 07. | Katy Dunne         | 2. Runde        |
| 08. | Hsu Ching-wen      | 1. Runde        |

| Nr. | Spielerin               | Erreichte Runde |
| --- | ----------------------- | --------------- |
| 09. | Camila Giangreco Campiz | 1. Runde        |
| 10. | Karin Kennel            | 1. Runde        |
| 11. | Taylor Townsend         | Viertelfinale   |
| 12. | Christina Makarova      | 1. Runde        |
| 13. | Barbora Krejčíková      | 2. Runde        |
| 14. | Carol Zhao              | Achtelfinale    |
| 15. | Anett Kontaveit         | 1. Runde        |
| 16. | İpek Soylu              | 1. Runde        |

## Juniorendoppel
Setzliste
| Nr. | Paarung                              | Erreichte Runde |
| --- | ------------------------------------ | --------------- |
| 01. | Clément Geens Nikola Milojević       | 1. Runde        |
| 02. | Nick Kyrgios Wayne Montgomery        | 1. Runde        |
| 03. | Kyle Edmund Frederico Ferreira Silva | Sieg            |
| 04. | Maxime Hamou Johan Tatlot            | 1. Runde        |

| Nr. | Paarung                        | Erreichte Runde |
| --- | ------------------------------ | --------------- |
| 05. | Cristian Garín Nicolás Jarry   | Finale          |
| 06. | Filippo Baldi Harry Bourchier  | 1. Runde        |
| 07. | Yoshihito Nishioka Jorge Panta | Viertelfinale   |
| 08. | Gianluigi Quinzi Elias Ymer    | 1. Runde        |

## Juniorinnendoppel
Setzliste
| Nr. | Paarung                               | Erreichte Runde |
| --- | ------------------------------------- | --------------- |
| 01. | Belinda Bencic Antonia Lottner        | Viertelfinale   |
| 02. | Barbora Krejčíková Kateřina Siniaková | Sieg            |
| 03. | Ana Konjuh Carol Zhao                 | Halbfinale      |
| 04. | Darja Kassatkina Weronika Kudermetowa | 1. Runde        |

| Nr. | Paarung                               | Erreichte Runde |
| --- | ------------------------------------- | --------------- |
| 05. | Katie Boulter Katy Dunne              | 1. Runde        |
| 06. | Anett Kontaveit Petra Uberalová       | 1. Runde        |
| 07. | Alejandra Cisneros Victoria Rodríguez | 1. Runde        |
| 08. | Alice Matteucci Nina Stojanović       | Halbfinale      |

## Herreneinzel-Rollstuhl
Setzliste
| Nr. | Spieler         | Erreichte Runde |
| --- | --------------- | --------------- |
| 01. | Shingo Kunieda  | Finale          |
| 02. | Stéphane Houdet | Sieg            |

## Dameneinzel-Rollstuhl
Setzliste
| Nr. | Spielerin       | Erreichte Runde |
| --- | --------------- | --------------- |
| 01. | Aniek van Koot  | Halbfinale      |
| 02. | Jiske Griffioen | Finale          |

## Herrendoppel-Rollstuhl
Setzliste
| Nr. | Paarung                        | Erreichte Runde |
| --- | ------------------------------ | --------------- |
| 01. | Stéphane Houdet Shingo Kunieda | Sieg            |
| 02. | Gordon Reid Ronald Vink        | Finale          |

## Damendoppel-Rollstuhl
Setzliste
| Nr. | Paarung                        | Erreichte Runde |
| --- | ------------------------------ | --------------- |
| 01. | Jiske Griffioen Aniek van Koot | Sieg            |
| 02. | Marjolein Buis Lucy Shuker     | Halbfinale      |